# Michel Weiß

Michel Weiß, Selbstportrait 31. Juli 1903, Kohlezeichnung auf Karton

Michel Weiß, Selbstportrait um 1910, Öl auf Pappe

Geburts- und Sterbehaus von Michel Weiß in Kulmbach, Oberhacken 6

Michel Weiß (* 19. September 1867 in Kulmbach als Johann Michael Friedrich Weiß; † 10. April 1951 ebenda) war ein deutscher Maler und Zeichner der Münchner Schule, der durch seine Stadtansichten und Landschaftsbilder von Kulmbach im Stil des Biedermeier regional bekannt wurde. Wegen seiner Motivauswahl und seines Malstils wird Weiß auch als „Chronist von Alt-Kulmbach“ und „Maler einer heilen Welt“ bezeichnet.

## Leben
Michel Weiß wurde am 19. September 1867 als zweites von sechs Kindern des Tuchhändlers und Tuchscherermeisters Christian Gottlieb Weiß und seiner Ehefrau Anna Margarete Caroline geb. Pfaff im Elternhaus Oberhacken 6 in der Kulmbacher Altstadt geboren. Ab 1871 besuchte er die Kleinkinderschule in der Waaggasse unweit seines Geburtshauses, ab 1874 die Volksschule in Kulmbach und ab 1878 die Realschule in Wunsiedel.
Nach dem Tod der jüngeren Schwester Christiane und des Vaters im Jahr 1881 begann für die Familie eine Zeit finanzieller Not, weshalb Weiß im Alter von 14 Jahren die Realschule verlassen und einen Beruf erlernen musste.

Grab von Michel Weiß auf dem Alten Friedhof in Kulmbach

1883 stellte die Mutter ihren Sohn in München dem Genre- und Landschaftsmaler Eduard Heinel vor, der sein Talent sofort erkannte, so dass Weiß ab 1884 die Kunstakademie in München besuchen konnte.
Im Jahr 1892 kehrte Michel Weiß in seine Heimatstadt Kulmbach zurück und ließ sich dort als selbstständiger Maler nieder. Aus der Zeit um 1896 datieren die ersten Portrait-Aufträge wohlhabender Kulmbacher Bürger.
1914 meldete sich Weiß als Kriegsfreiwilliger des Ersten Weltkriegs. Im Dezember 1914 verwundet, wurde er als kriegsuntauglich in die Heimat zurückgeschickt.
Ab 1916 widmete sich Michel Weiß ganz seinem künstlerischen Schaffen. Als die damalige Feierabendgesellschaft, eine Zweiganstalt des Industrie- und Kulturvereins Nürnberg, im Jahr 1929 ihre erste Plassenburg-Ausstellung ins Leben rief, gehörten die Gemälde von Weiß zu den gezeigten Exponaten. Im selben Jahr begann seine aktive Mitwirkung im Verein „Freunde der Plassenburg“, die der Verein im Jahr 1931 durch die Verleihung der Plassenburg-Medaille in Bronze und 1937 mit der Medaille in Silber honorierte. Anlässlich seines 80. Geburtstags verlieh die Stadt Kulmbach Michel Weiß am 20. November 1947 die Ehrenbürgerwürde. 1949 folgte der Eintrag in das Goldene Buch der Stadt.
Michel Weiß starb am 10. April 1951 im Alter von 83 Jahren in seinem Geburtshaus Oberhacken 6 in Kulmbach, wo er bis zu seinem Tod als Maler tätig war. Seine Grabstätte befindet sich auf dem Alten Friedhof in Kulmbach.

## Werk
Einen Schwerpunkt im Werk von Michel Weiß bilden seine idealisierenden Stadtansichten von Kulmbach und der Kulmbacher Landschaft. Bevorzugte Motive seiner Gemälde sind die Straßen, Gassen und Plätze der Kulmbacher Altstadt, so der Marktplatz mit Rathaus, die alte Marktstraße der Oberen Stadt mit der Petrikirche, die Spitalgasse mit der Spitalkirche und dem Weißen Turm sowie die Plassenburg. Die das Stadtbild prägenden Veränderungen der Industrialisierung, die in Kulmbach mit dem Anschluss an die Eisenbahnlinie ab Mitte des 19. Jahrhunderts einsetzte, blendete der Maler konsequent aus. Vielmehr zeichnete Weiß in seinen Stadtansichten ein romantisierendes Stadtbild aus der Zeit des frühen 19. Jahrhunderts. So tauchen in seinen Gemälden historische Gebäude aus der Vergangenheit auf, die weit vor dem Entstehen der Bilder durch Neubauten ersetzt worden waren. Beispiele hierfür sind das mittelalterliche Kornhaus am Marktplatz, das bereits 1884 abgerissen und durch den Neubau des Vereinshauses ersetzt wurde, sowie der Zinsfelder Brunnen vor dem Rathaus, der an dieser Stelle schon 1869 im Zuge des Neubaus der Wasserleitung abgebaut und erst 1936 auf dem Holzmarkt wiedererrichtet wurde. Seine Gemälde belebte Weiß mit Figurengruppen, Pferdewagen, Postkutschen und Ochsenkarren aus der Zeit des Biedermeier. Automobile, die spätestens seit den 1930er Jahren das Straßenbild Kulmbachs bestimmten, kommen in seinen Gemälden nicht vor.
Entsprechend der Motivwahl ist auch der Malstil seiner Bilder von der Spätromantik in der Nachfolge eines Carl Spitzweg (1808–1885) geprägt. Von den zeitgenössischen Strömungen und Umbrüchen in der bildenden Kunst des 20. Jahrhunderts blieb der Maler zeitlebens weitgehend unberührt.
Daneben bestritt Weiß ab 1896 seinen Lebensunterhalt mit zahlreichen Portraitgemälden, die als Auftragsarbeiten für wohlhabende Kulmbacher Bürger, Beamte und Fabrikantenfamilien entstanden.
Die Stadt widmet dem Maler seit vielen Jahren eine kleine Dauerausstellung im Museum Badhaus in der Kulmbacher Altstadt. Weitere Werke befinden sich im Landschaftsmuseum Obermain auf der Plassenburg sowie in Privatbesitz.
Im Jahr 2007 richtete die Stadt Kulmbach eine Sonderausstellung zu Ehren des Künstlers aus. Aus dem Gesamtwerk, das rund 190 bekannte Gemälde umfasst, waren 60 Exponate zu sehen, die sich im städtischen Besitz befinden. Daneben steuerten zahlreiche Privatleute Bilder zu der Ausstellung bei.

Michel Weiß, Kulmbach im Schnee, Öl auf Leinwand
Michel Weiß, Kulmbach von Süden, Öl auf Leinwand
Michel Weiß, Kulmbach von Norden, Öl auf Leinwand
Michel Weiß, Plassenburg vom Buchberg, Öl auf Leinwand
Michel Weiß, Plassenburg vom Rehberg, Öl auf Leinwand
Michel Weiß, Plassenburg vom Rehberg, 1925, Öl auf Leinwand
Michel Weiß, Rathaus Kulmbach, 1927, Öl auf Leinwand
Michel Weiß, An der Spitalkirche in Kulmbach, 1929, Öl auf Leinwand
Michel Weiß, Marktplatz Kulmbach mit Luitpoldbrunnen und Bratwurstbude, 1920, Öl auf Leinwand
Michel Weiß, Obere Stadt in Kulmbach, 1921, Öl auf Leinwand
Michel Weiß, Zinsfelder Brunnen in Kulmbach, Öl auf Leinwand
Michel Weiß, Portrait Bürgermeister Karl Rosenkrantz, 1895, Öl auf Leinwand
Michel Weiß, Portrait Johannes Kaulfuß, 1941, Öl auf Leinwand
Michel Weiß, Portrait Bezirksoberlehrer Johann Sichart, 1900, Öl auf Leinwand
Michel Weiß, Portrait Martha Trendel, Öl auf Leinwand
Michel Weiß, Knabenportrait Hans Wolfgang Herwig, 1931, Öl auf Leinwand
Michel Weiß, Mädchenbildnis Christine Strassburger, Öl auf Pappe